# Storena dibangensis
Storena dibangensis là một loài nhện trong họ Zodariidae.
Loài này thuộc chi Storena. Storena dibangensis được Biswamoy Biswas & Biswamoy Biswas miêu tả năm 2006.